# Cygnus Solutions
 (janvier 2025).
Si vous disposez d'ouvrages ou d'articles de référence ou si vous connaissez des sites web de qualité traitant du thème abordé ici, merci de compléter l'article en donnant les références utiles à sa vérifiabilité et en les liant à la section « Notes et références ».
Cygnus Solutions, initialement Cygnus Support est une entreprise fondée en 1989 par John Gilmore, Michael Tiemann et David Henkel-Wallace pour fournir du support commercial aux logiciels libres. Cygnus est selon toute probabilité la première entreprise spécialisée dans le support professionnel de composants fondés sur GNU puis GNU / Linux. Son slogan était « Rendre le logiciel libre accessible ». Cygnus est un acronyme récursif pour Cygnus, Your GNU Support (en français : Cygnus, votre support GNU).
Durant des années, les employés de Cygnus Solutions ont été les mainteneurs de plusieurs logiciels GNU critiques, par exemple GNU Debugger et GNU Binary Utilities (qui comprend l'assembleur et le linkeur). Cygnus a aussi été un contributeur majeur du projet GNU Compiler Collection. Cygnus a développé la Binary File Descriptor library et l'a utilisée pour porter GNU sur un grand nombre d'architectures. Dans un certain nombre de cas ce fut sous Accord de non divulgation pour produire des outils servant au portage initial de logiciels sur des nouveaux types de processeurs.
Cygnus fut aussi le développeur initial de Cygwin, une couche POSIX et la boite à outil GNU de portage vers la famille Microsoft Windows, ainsi que de eCos, un système temps réel embarqué.
Le 15 novembre 1999 Cygnus Solutions a annoncé sa fusion avec Red Hat, et a cessé d'exister en tant qu'entité distincte début 2000. Un certain nombre d'employés de Cygnus continuent de travailler pour RedHat, y compris Tiemann qui est actuellement[Quand ?] vice-président pour l'Open Source après avoir été directeur technique.